# هرقل (فلم 2014)
هرقل  (بالإنجليزية: Hercules) هو فيلم حركة تم إنتاجه في الولايات المتحدة وصدر في سنة 2014. الفيلم من إخراج بريت راتنر.

## بطولة
- دوين جونسون هرقل
- ايان ماكشين امفاريوس
- جوزيف فاينس يويثيميوس
- جون هرت كوتيس
- اكسل هني تيديوس
- روفوس سيويل اتوليكيس
- انجريد بيردال اتلانتا

## القصة
هرقل هو قائد عصابة من المرتزقة من الملك صاحب الرمح الذي تحول إلى نبي أمفياروس من أرغوس سارق رمي السكين أوتوليكوس سبارتا المحارب الوحشي تيديوس ثيفا آرتشر الأمازون أتالانتا من سكيثيا وابن أخيه راوي القصص يولاس أثينا.
يقال إن هرقل هو ابن زيوس، الذي أكمل اثنا عشر عملاً بعد أن تعرض للخيانة من قبل هيرا مما دفعه للجنون وتسبب في قتله زوجة ميغارا وأطفالهم خلال زيارة إلى الملك يوريسثيوس. طوال الفيلم لم يثبت بوضوح أن هرقل هو حقًا ابن زيوس والعديد منهم يشككون في ادعاء وقصص هرقل الإثني عشر عملاً الشهيرة. على الرغم من ذلك يُظهر هرقل قوة غير إنسانية غير عادية ومهارة لا مثيل لها في القتال. ومع ذلك كثيرا ما تطارد هرقل ذكرى وفاة زوجته وأطفاله من يده وكذلك رؤى سيربيروس.
بعد الانتهاء من المهمة الأخيرة وإنقاذ ابن أخيه على الساحل المقدونية في شمال اليونان عام 358 قبل الميلاد يحتفل هرقل وفريقه ويشربون في حانة عندما اقترب منهم إرجينيا ابنة كوتي الأول (أودريزيان) الذي يريد من هرقل تدريب جيوش تراقيا للدفاع عن المملكة من المتعطشين للدماء أمير الحرب ريسوس. يقبل هرقل بعد أن يُعرض عليه هو ورجاله وزنه بالذهب ويتم الترحيب بالفرقة في تراقيا من قبل كوتيس والجنرال سيتاكليس قائد الجيش التراقي.
ومع ذلك وصل ريسوس إلى قبيلة بيسيا في وسط تراقيا ويصر كوتي على أن يقود هرقل الجيش إلى معركة للدفاع عن بيسيا على الرغم من اعتراضات هرقل ونقص تدريب الجيش. ومع ذلك فقد فات الأوان لأن السحر المفترض لريسوس قد حول البيسي ضد التراقيين. بعد هزيمة البيسي في أعقاب معركة طويلة وكارثية أدت إلى مقتل نصف القوات التراقية على الأقل، قام هرقل وحلفاؤه بتدريب الجيش بشكل صحيح.
عند اكتمال التدريب يواجه هرقل وسيتاكليس ريسوس وجنوده بعد رحلة استمرت يومًا كاملاً في ساحة المعركة قبل جبل أستيكوس. يجبر التراقيون جيش ريسوس على التراجع بعد معركة شاقة لكن ريسوس نفسه يخرج لمواجهة هرقل ويهزمه.
يُعاد ريسوس إلى تراقيا كسجين حيث يتعرض للعذاب والإهانة علانية. مع الأسف منع هرقل سكان المدينة من إلقاء المزيد من الأشياء عليه. عندما يذكر هرقل تصرفات ريسوس في إحراق القرى أخبره ريسوس أنه لم يكن هو أو جيشه وأخبر هرقل أنه كان يقاتل في الجانب الخطأ.
في وقت لاحق، في قاعة القصر تم تقييد ريسوس وتركه معروضًا. لاحظ أن إرجينيا قد أشفق عليه واجهها واكتشف أن ريسوس كان يقول الحقيقة عن القرى حيث كان ينتقم فقط من محاولات كوتي العدوانية لتوسيع مملكته. على الرغم من أن إرجينيا لا تتفق مع أساليب كوتي إلا أنها تمضي على طول الطريق بدافع الخوف حيث سمم والدها زوجها الملك السابق. علاوة على ذلك تهدد كوتيس ابنها أريوس الوريث الحقيقي للعرش.
بعد تلقي مكافأتهم يكون المرتزقة على استعداد للمغادرة لكن هرقل قرر البقاء في الخلف لإيقاف كوتي مع اختيار الجميع ما عدا الوُكّس لمتابعته. ومع ذلك تم التغلب عليهم وأسرهم من قبل سيتاكليس ورجاله. أثناء تقييده بالسلاسل يواجه الملك يوريسثيوس الذي هو في تحالف مع كوتي. يكشف يوريسثيوس أنه خدّر هرقل في الليلة التي ماتت فيها عائلته واعتبره تهديدًا لسلطته. قُتلت عائلة هرقل في الواقع على يد ثلاثة ذئاب سوداء أرسلها يوريسثيوس مما أدى إلى هلوسة هرقل المستمرة لسيربيروس. عندما أمر كوتي بإعدام إرجينيا بسبب خيانتها لها، شجع أمفياراو هرقل على الإيمان بنفسه تمامًا كما يؤمن به الجميع. في استعراض للقوة الخارقة يتحرر هرقل من قيوده وينقذ إرجينيا ويهزم الذئاب بيديه العاريتين. يطلق هرقل سراح السجناء بما في ذلك ريسوس ثم يواجهيوريسثيوس ويخوزقه بخنجره وينتقم لعائلته ؛ ومع ذلك فقد تعرض لكمين من قبل سيتاكليس الذي طعنه حتى الموت من قبل إيولاس الذي كان يشحذ مهاراته سرًا.
في الخارج يقاتل هرقل وقواته كوتي وجيشه. آريوس محتجز كرهينة لكن أوتوليكوس أنقذه الذي قرر العودة لمساعدة أصدقائه. في المعركة التي تلت ذلك أصيب تيديوس بجروح قاتلة بينما كان يحمي أريوس لكنه قاتل وقتل العديد من الجنود التراقيين حتى سقط ؛ مات لاحقًا بين ذراعي هرقل. مرة أخرى باستخدام القوة اللاإنسانية يدفع هرقل تمثالًا ضخمًا لهيرا من أساساته ويستخدمه لسحق كوتي والعديد من جنوده. يرى الجنود الباقون هرقل كما ومضات البرق في الخلفية. ينحني الجنود الباقون أمام هرقل ويتولى آريوس العرش مع إرجينيا إلى جانبه. مع بدء الاعتمادات تُظهر إعادة رواية متحركة لـ اثنا عشر عمال كيف أنجز هرقل هذه المآثر بمساعدة رفاقه.

## الميزانية والإيرادات
بلغت تكلفة إنتاج الفيلم حوالي 100 مليون دولار.

## روابط خارجية
- مقالات تستعمل روابط فنية بلا صلة مع ويكي بيانات